# اینتل
اینتل کورپوریشن (به انگلیسی: Intel Corporation) یک شرکت فناوری چندملیتی آمریکایی است، که در زمینه طراحی، توسعهٔ فناوری و تولید انواع سخت‌افزار رایانه، با تمرکز بر مادربورد، کارت شبکه، چیپست، بلوتوث و حافظه فلش، همچنین انواع ریزپردازنده، نیم‌رسانا، مدار مجتمع، واحد پردازش گرافیکی و سامانه نهفته فعالیت می‌نماید.
شرکت اینتل در سال ۱۹۶۸ توسط رابرت نویس و گوردون مور راه‌اندازی شد. این کورپوریشن مبدع فناوری ریزپردازنده‌های اکس۸۶ می‌باشد. اینتل در دهه ۱۹۷۰ میلادی، یکی از قوی‌ترین تراشه‌ها یعنی اینتل ۸۰۸۶ را به بازار فروش قطعات رایانه‌ای، عرضه کرد، که شرکت آی‌بی‌ام از این پردازنده برای محصول رایانه شخصی خود استفاده نمود.
در دهه‌های نخست، مهم‌ترین رقیب اینتل، شرکت ای‌ام‌دی بود، که از سال ۲۰۰۰ با تسلط اینتل بر بازار پردازنده‌ها، هر سال این شرکت سهم بالاتری را به خود اختصاص داد و در سال ۲۰۱۳ تقریباً ۷۵٪ درصد از رایانه‌های خانگی، از پردازنده‌های اینتل استفاده می‌کنند که این سلطه بر ای‌ام‌دی با ظهور پردازنده‌های رایزن ازبین رفت. در سال ۲۰۱۳ مؤسسه اینتر برند، اینتل را به‌عنوان هفتمین برند ارزشمند جهان معرفی نمود.
دفتر مرکزی این شرکت در شهر سانتا کلارا در دره سیلیکون واقع در کالیفرنیا قرار دارد و سهام آن در بازار بورس نزدک معامله می‌شود. شرکت اینتل جزئی از میانگین صنعتی داو جونز و شاخص نزدک-۱۰۰ به‌شمار می‌آید.

## تاریخچه

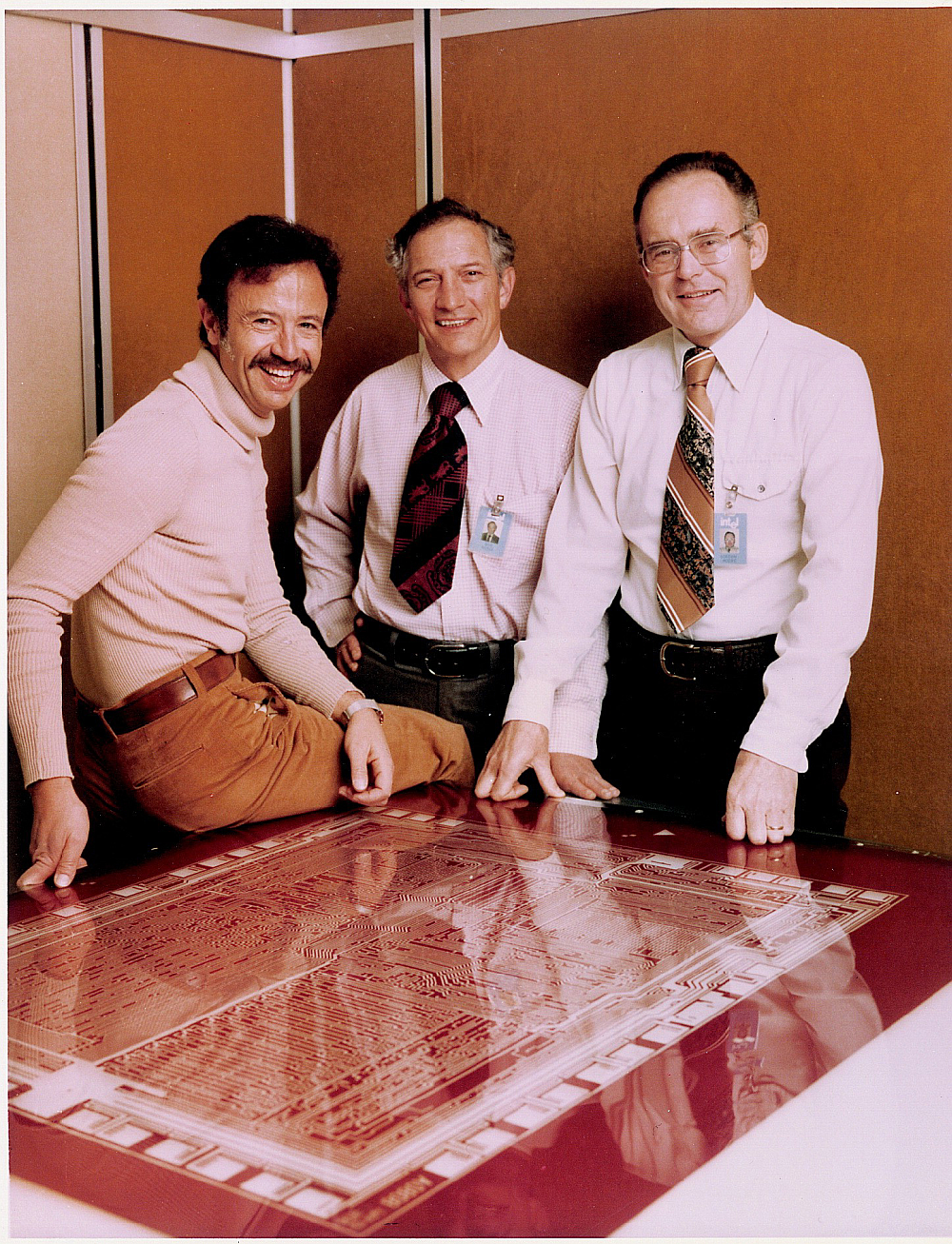
اندرو گروو، رابرت نویس و گوردون مور (۱۹۶۸)

شرکت اینتل را گوردون مور (ارائه‌کننده قانون مور و مهندس شیمی‌فیزیک) و رابرت نویس (فیزیکدان و مخترع مدارهای مجتمع) به همراه آرتور راک و مکس پاوسکی در مانتین ویو تأسیس نمودند. مور و نویس هر دو در شرکت فیرچایلد که سازندهٔ نیمه‌رساناها بود کار می‌کردند. سپس در سال‌های بعد اندرو گروو نیز به آن‌ها ملحق شد. نخست نام شرکت مور_نویس گذاشته شد که سپس نام آن را از ابتدای مجتمع الکترونیک (به انگلیسی: Integrated Electronics or "Intel" for short) گرفته و به اینتل تغییر دادند.
در طول دهه ۱۹۹۰، شرکت اینتل سرمایه‌گذاری بسیاری در طراحی جدید ریزپردازنده‌ها کرد که باعث رشد سریع صنعت رایانه و تأمین‌کننده اصلی ریزپردازنده‌های رایانه‌های شخصی شد.
اینتل تاکنون یازده شرکت بزرگ و کوچک عرصهٔ فناوری را خریده که بزرگترین آن خرید شرکت مک‌آفی در ۱۹ اوت ۲۰۱۰ و به قیمت ۷٫۶ میلیارد دلار می‌باشد.

### مقر اصلی اینتل
دفتر اصلی و محل استقرار اینتل در کالیفرنیا است اما دارای بیش از ۱۰۰ دپارتمان در سراسر جهان با سه مرکز مونتاژ و آزمایش در چین، مالزی و ویتنام و ۶ خط تولید در ایالات آریزونا، اورگن، نیومکزیکو آمریکا، کشورهای ایرلند، اسرائیل و دیگر کشورها است. از نظر جغرافیایی بیشترین مشتریان در چین و هنگ‌کنگ قرار دارند و حدود ۳۰ درصد از فروش اینتل را به خود اختصاص داده‌است. پس از آن مشتریان این شرکت سنگاپور و ایالات متحده هستند که بیش از ۲۰٪ را شامل می‌شود.

## رقبا
ای‌ام‌دی (به انگلیسی: AMD، مخفف Advanced Micro Devices) سازنده گونه‌های پردازنده در سال ۱۹۶۹ به وجود آمد. ای‌ام‌دی رقیب اصلی شرکت اینتل محسوب می‌شود.